# Rue Bouvier
La rue Bouvier est une voie du 11e arrondissement de Paris, en France.

## Situation et accès
La rue Bouvier est une voie publique située dans le 11e arrondissement de Paris. Elle débute au 45, rue des Boulets et se termine au 38, rue Chanzy.

## Origine du nom
Elle doit son nom à celui d'un ancien propriétaire local.

## Historique
Cette voie a été créée en partie sur l'ancienne « impasse du Prince-Eugène » devenue « impasse Bouvier », et pour l'autre partie sous le nom provisoire de « voie AE/11 ». Devenue rue, elle prend sa dénomination par arrêté municipal du 14 janvier 1994.

## Bâtiments remarquables et lieux de mémoire
- no 11 : Collège Pilàtre de Roziers.